# Trans Sogn
Trans Sogn er et sogn i Lemvig Provsti (Viborg Stift).
I 1800-tallet var Trans Sogn anneks til Fjaltring Sogn. Begge sogne hørte til Vandfuld Herred i Ringkøbing Amt. Fjaltring-Trans sognekommune blev ved kommunalreformen i 1970 indlemmet i Lemvig Kommune.
I Trans Sogn ligger Trans Kirke.
I sognet findes følgende autoriserede stednavne:
- Emtkær (bebyggelse)
- Trans Kirkeby (bebyggelse)